# ФК Партизан сезона 2014/15.
ФК Партизан сезона 2014/15. обухвата све резултате и остале информације везане за наступ Партизана у сезони 2014/15.
У овој сезони ФК Партизан је сакупио 30 победа, 12 пута је било нерешено и 6 пораза.

## Играчи

### Састав
Од 9. фебруара 2015.
| Бр. |           | Позиција | Играч              |
| --- | --------- | -------- | ------------------ |
| 1   | Србија    | Г        | Живко Живковић     |
| 2   | Бугарска  | О        | Иван Бандаловски   |
| 3   | Црна Гора | О        | Владимир Волков    |
| 4   | Србија    | О        | Мирослав Вулићевић |
| 5   | Србија    | О        | Немања Петровић    |
| 6   | Словенија | О        | Грегор Балажиц     |
| 7   | Србија    | С        | Предраг Лука       |
| 8   | Србија    | С        | Дарко Брашанац     |
| 9   | Србија    | Н        | Немања Којић       |
| 10  | Србија    | С        | Стефан Бабовић     |
| 11  | Србија    | С        | Никола Нинковић    |
| 12  | Србија    | Г        | Филип Кљајић       |
| 13  | Србија    | О        | Лазар Ћирковић     |
| 14  | Црна Гора | С        | Петар Грбић        |
| 17  | Србија    | С        | Андрија Живковић   |

| Бр. |           | Позиција | Играч              |
| --- | --------- | -------- | ------------------ |
| 18  | Црна Гора | С        | Никола Дринчић     |
| 19  | Србија    | О        | Бранко Пауљевић    |
| 20  | Србија    | С        | Саша Лукић         |
| 21  | Србија    | С        | Саша Марковић      |
| 22  | Србија    | С        | Саша Илић          |
| 23  | Србија    | О        | Мирослав Богосавац |
| 25  | Србија    | Г        | Милан Лукач        |
| 28  | Србија    | С        | Иван Петровић      |
| 29  | Србија    | Н        | Ненад Маринковић   |
| 30  | Словенија | О        | Бранко Илић        |
| 32  | Србија    | Н        | Петар Шкулетић     |
| 33  | Србија    | Н        | Иван Шапоњић       |
| 35  | Србија    | О        | Миладин Стевановић |
| 40  | Србија    | О        | Милош Остојић      |
| 55  | Србија    | С        | Данило Пантић      |

## Трансфери

### Дошли
| Датум              | Позиција           | Име и презиме      | Претходни клуб  | Извор  |
| ------------------ | ------------------ | ------------------ | --------------- | ------ |
| 13. јун 2014.      | Голман             | Филип Кљајић       | Телеоптик       | [ 1 ]  |
| 13. јун 2014.      | Везни              | Саша Лукић         | Телеоптик       | [ 2 ]  |
| 13. јун 2014.      | Леви бек           | Мирослав Богосавац | Телеоптик       | [ 3 ]  |
| 13. јун 2014.      | Десни бек          | Миладин Стевановић | Телеоптик       | [ 3 ]  |
| 10. јул 2014.      | Штопер / десни бек | Бранко Илић        | Хапоел Тел Авив | [ 4 ]  |
| 4. август 2014.    | Везни              | Иван Петровић      | Раднички 1923   | [ 5 ]  |
| 7. август 2014.    | Крило              | Ненад Маринковић   | Хапоел Акра     | [ 6 ]  |
| 20. август 2014.   | Штопер             | Лазар Ћирковић     | Рад             | [ 7 ]  |
| 31. децембар 2014. | Леви бек           | Стефан Ашковски    | Стремгодсет     | [ 8 ]  |
| 14. јануар 2015.   | Офанзивни везни    | Стефан Бабовић     | Вождовац        | [ 9 ]  |
| 31. јануар 2015.   | Десни бек          | Иван Бандаловски   | Левен           | [ 10 ] |
| 4. фебруар 2015.   | Штопер             | Грегор Балажиц     | Карпати         | [ 11 ] |

### Отишли
| Датум              | Позиција  | Име и презиме       | Одлази у          | Извор  |
| ------------------ | --------- | ------------------- | ----------------- | ------ |
| 16. јун 2014.      | Голман    | Никола Петровић     |                   |        |
| 16. јун 2014.      | Штопер    | Милан Обрадовић     | ОФК Београд       | [ 12 ] |
| 4. јул 2014.       | Крило     | Филип Кнежевић      | Виторија Гимараис | [ 13 ] |
| 25. јул 2014.      | Леви бек  | Стефан Ашковски     | Стремгодсет       | [ 14 ] |
| 2. август 2014.    | Везни     | Елиомар             | Пиерикос          |        |
| 29. август 2014.   | Десни бек | Бранко Пауљевић     | Раднички Ниш      | [ 15 ] |
| 1. септембар 2014. | Леви бек  | Никола Гулан        | Мајорка           | [ 15 ] |
| 13. октобар 2014.  | Штопер    | Бранислав Трајковић |                   | [ 16 ] |
| 1. јануар 2015.    | Штопер    | Војислав Станковић  | Интер Баку        | [ 17 ] |
| 9. јануар 2015.    | Нападач   | Исмаел Беко Фофана  | Ћингдао           | [ 18 ] |
| 9. јануар 2015.    | Штопер    | Саша Ивковић        | Вождовац          | [ 19 ] |
| 13. јануар 2015.   | Леви бек  | Стефан Ашковски     | Шкендија          | [ 20 ] |
| 22. јануар 2015.   | Везни     | Елиомар             | Лариса            | [ 21 ] |
| 9. фебруар 2015.   | Нападач   | Данко Лазовић       | Пекинг            | [ 22 ] |
| 12. фебруар 2015.  | Десни бек | Бранко Пауљевић     | Печуј             | [ 23 ] |
| 13. фебруар 2015.  | Нападач   | Петар Шкулетић      | Локомотива Москва | [ 24 ] |

## Резултати

### Табела
|      | М | Клуб          | Одиг. | Поб. | Нер. | Пор. | ГД | ГП | ГР  | Бод. |
| ---- | - | ------------- | ----- | ---- | ---- | ---- | -- | -- | --- | ---- |
| КвЛШ | 1 | Партизан      | 30    | 21   | 8    | 1    | 67 | 22 | +45 | 71   |
| КвЛЕ | 2 | Црвена звезда | 30    | 19   | 7    | 4    | 46 | 20 | +26 | 64   |
| КвЛЕ | 3 | Чукарички     | 30    | 16   | 9    | 5    | 48 | 24 | +24 | 57   |
| КвЛЕ | 4 | Војводина     | 30    | 16   | 4    | 10   | 44 | 36 | +8  | 52   |

Легенда:
| Датум               | Место                   | Гледалаца | Противник     | Резултат   | Стрелци за Партизан                                           | Такмичење                      |
| 15. јул 2014.       | Београд, Србија         | 11.758    | ХБ Торсхавн   | 3:0        | Лазовић (14, 64.) Шкулетић (71.)                              | Квалификације за Лигу шампиона |
| 22. јул 2014.       | Торсхавн, Фарска Острва | 1.151     | ХБ Торсхавн   | 3:1        | Нинковић (49.) Лазовић (75.) Грбић (90+1.)                    | Квалификације за Лигу шампиона |
| 30. јул 2014.       | Разград, Бугарска       | 5.530     | Лудогорец     | 0:0        |                                                               | Квалификације за Лигу шампиона |
| 6. август 2014.     | Београд, Србија         | 18.504    | Лудогорец     | 2:2 (г. г) | Шкулетић (30, 35.)                                            | Квалификације за Лигу шампиона |
| 10. август 2014.    | Београд, Србија         | 2.000     | Вождовац      | 3:1        | Стојковић (79.) (а.г.) Волков (90+2.) Фофана (90+5.)          | Суперлига                      |
| 16. август 2014.    | Ниш, Србија             | 8.000     | Раднички Ниш  | 4:1        | Грбић (1.) Лазовић (27.) Ђорђевић (69.) (а.г.) Шкулетић (75.) | Суперлига                      |
| 21. август 2014.    | Београд, Србија         | 10.177    | Нефчи Баку    | 3:2        | Денис (29.) (а.г.) Грбић (32.) Јунсаде (69.) (а.г.)           | Квалификације за лигу Европе   |
| 24. август 2014.    | Београд, Србија         | 5.000     | Доњи Срем     | 3:0        | Шкулетић (45+1. пен.) Лазовић (67.) Марковић (76.)            | Суперлига                      |
| 28. август 2014.    | Баку, Азербејџан        | 22.350    | Нефчи Баку    | 2:1        | Шкулетић (24, 90+2)                                           | Квалификације за лигу Европе   |
| 31. август 2014.    | Београд, Србија         | -         | Рад           | 4:0        | Шкулетић (26.) Лазовић (42, 58.) Фофана (86.)                 | Суперлига                      |
| 13. септембар 2014. | Београд, Србија         | 3.000     | Чукарички     | 4:2        | Пантић (10.) Лазовић (53.) Шкулетић (75.) Лука (84.)          | Суперлига                      |
| 18. септембар 2014. | Београд, Србија         | 22.112    | Тотенхем      | 0:0        |                                                               | Лига Европе                    |
| 21. септембар 2014. | Крагујевац, Србија      | 3.000     | Раднички 1923 | 3:0        | Шкулетић (11. пен, 18.) С. Илић (89.)                         | Суперлига                      |
| 24. септембар 2014. | Београд, Србија         | 1.000     | Бежанија      | 1:0        | Фофана (37.)                                                  | Куп Србије                     |
| 2. октобар 2014.    | Триполи, Грчка          | 3.601     | Астерас       | 0:2        |                                                               | Лига Европе                    |
| 5. октобар 2014.    | Лучани, Србија          | 2.000     | Младост       | 2:1        | Шкулетић (45+1.) Лазовић (58.)                                | Суперлига                      |
| 18. октобар 2014.   | Београд, Србија         | 25.000    | Црвена звезда | 1:0        | Дринчић (77.)                                                 | Суперлига                      |
| 23. октобар 2014.   | Београд, Србија         | 17.500    | Бешикташ      | 0:4        |                                                               | Лига Европе                    |
| 26. октобар 2014.   | Јагодина, Србија        | 2.000     | Јагодина      | 0:1        |                                                               | Суперлига                      |
| 29. октобар 2014.   | Београд, Србија         | 2.000     | ОФК Београд   | 1:1        | Лазовић (65.)                                                 | Суперлига                      |
| 2. новембар 2014.   | Београд, Србија         | 8.000     | Војводина     | 1:0        | Шкулетић (32.)                                                | Суперлига                      |
| 6. новембар 2014.   | Истанбул, Турска        | 11.938    | Бешикташ      | 1:2        | Марковић (78.)                                                | Лига Европе                    |
| 9. новембар 2014.   | Суботица, Србија        | 3.000     | Спартак       | 3:0        | Шкулетић (33, 80, 81.)                                        | Суперлига                      |
| 19. новембар 2014.  | Београд, Србија         | 1.000     | Слога         | 3:0        | Марковић (24.) Нинковић (69.) Шкулетић (74.)                  | Куп Србије                     |
| 23. новембар 2014.  | Београд, Србија         | 3.000     | Напредак      | 3:1        | Лазовић (36.) Б. Илић (72.) Шкулетић (85.)                    | Суперлига                      |
| 27. новембар 2014.  | Лондон, Енглеска        | 28.362    | Тотенхем      | 0:1        |                                                               | Лига Европе                    |
| 30. новембар 2014.  | Нови Пазар, Србија      | 6.000     | Нови Пазар    | 1:1        | Лазовић (4.)                                                  | Суперлига                      |
| 3. децембар 2014.   | Београд, Србија         | 2.000     | Рад           | 1:0        | Шкулетић (45. пен.)                                           | Куп Србије                     |
| 7. децембар 2014.   | Београд, Србија         | 2.000     | Борац         | 5:1        | Волков (42.) Шкулетић (65, 90.) Живковић (67.) С. Илић (88.)  | Суперлига                      |
| 11. децембар 2014.  | Београд, Србија         | 6.750     | Астерас       | 0:0        |                                                               | Лига Европе                    |
| 21. фебруар 2015.   | Београд, Србија         | 5.000     | Вождовац      | 3:3        | Нинковић (14.) Б. Илић (50.) Станимировић (85.) (а.г.)        | Суперлига                      |
| 28. фебруар 2015.   | Београд, Србија         | 4.000     | Раднички Ниш  | 0:0        |                                                               | Суперлига                      |
| 7. март 2015.       | Нови Сад, Србија        | 5.000     | Доњи Срем     | 2:1        | Којић (36, 74.)                                               | Суперлига                      |
| 14. март 2015.      | Београд, Србија         | 3.000     | Рад           | 2:0        | Дринчић (31.) Нинковић (50.)                                  | Суперлига                      |
| 18. март 2015.      | Београд, Србија         | 3.000     | Јагодина      | 3:0        | Грбић (3.) Живковић (44.) Којић (90+3.)                       | Куп Србије                     |
| 22. март 2015.      | Београд, Србија         | 3.000     | Чукарички     | 2:2        | Бабовић (14.) Б. Илић (90.)                                   | Суперлига                      |
| 4. април 2015.      | Београд, Србија         | 3.000     | Раднички 1923 | 2:1        | Бабовић (64.) С. Илић (73.)                                   | Суперлига                      |
| 8. април 2015.      | Јагодина, Србија        | 2.000     | Јагодина      | 2:0        | Шапоњић (3.) Живковић (27.)                                   | Куп Србије                     |
| 13. април 2015.     | Београд, Србија         | 3.000     | ОФК Београд   | 3:1        | Живковић (15, 50.) Шапоњић (63.)                              | Суперлига                      |
| 19. април 2015.     | Београд, Србија         | 2.000     | Младост       | 3:0        | Марковић (12.) Шапоњић (18.) Живковић (58.)                   | Суперлига                      |
| 25. април 2015.     | Београд, Србија         | 44.120    | Црвена звезда | 0:0        |                                                               | Суперлига                      |
| 29. април 2015.     | Београд, Србија         | 2.000     | Јагодина      | 1:0        | Шапоњић (28.)                                                 | Суперлига                      |
| 3. мај 2015.        | Нови Сад, Србија        | 6.000     | Војводина     | 4:0        | Волков (37, 71.) Нинковић (90.) Брашанац (90+1.)              | Суперлига                      |
| 9. мај 2015.        | Београд, Србија         | 5.000     | Спартак       | 1:0        | Нинковић (90.)                                                | Суперлига                      |
| 13. мај 2015.       | Крушевац, Србија        | 9.000     | Напредак      | 2:0        | Б. Илић (62.) Живковић (82.)                                  | Суперлига                      |
| 16. мај 2015.       | Београд, Србија         | 15.000    | Нови Пазар    | 1:1        | Шапоњић (42.)                                                 | Суперлига                      |
| 20. мај 2015.       | Београд, Србија         | 10.000    | Чукарички     | 0:1        |                                                               | Куп Србије                     |
| 24. мај 2015.       | Чачак, Србија           | 3.000     | Борац         | 3:3        | Лука (16.) Маринковић (29.) Грбић (79. пен.)                  | Суперлига                      |

#### Пријатељске утакмице
| Датум              | Место                   | Противник        | Резултат | Стрелци за Партизан                                                                   |
| 22. јун 2014.      | Ужице, Србија           | Ловћен           | 2:0      | Волков (24.) Нинковић (58.)                                                           |
| 28. јун 2014.      | Београд, Србија         | Малме            | 1:0      | Пантић (36.) Вулићевић (50.) Илић (90+2. пен.)                                        |
| 1. јул 2014.       | Аустрија                | Штурм Грац       | 1:0      | Живковић (50.)                                                                        |
| 4. јул 2014.       | Похорје, Словенија      | Петролул Плоешти | 0:1      |                                                                                       |
| 6. јул 2014.       | Аустрија                | Рубин Казањ      | 0:0      |                                                                                       |
| 8. јул 2014.       | Похорје, Словенија      | Дравиња          | 3:0      | Фофана (3.) Лука (14, 62.)                                                            |
| 8. јул 2014.       | Птуј, Словенија         | Горица           | 3:1      | Лазовић (3.) Нинковић (83.) Грбић (86.)                                               |
| 6. септембар 2014. | Пећинци, Србија         | Доњи Срем        | 3:4      | Фофана (30, 64.) Ћирковић (37.)                                                       |
| 10. октобар 2014.  | Велико Градиште, Србија | ВГСК             | 1:0      | Којић (74.)                                                                           |
| 23. јануар 2015.   | Анталија, Турска        | Динамо Москва    | 1:4      | Бабовић (75. пен.)                                                                    |
| 27. јануар 2015.   | Анталија, Турска        | Цирих            | 2:2      | Нинковић (30.) Којић (48. пен.)                                                       |
| 29. јануар 2015.   | Анталија, Турска        | Аустрија Беч     | 1:4      | Шкулетић (49.)                                                                        |
| 4. фебруар 2015.   | Београд, Србија         | Синђелић         | 5:0      | Радуловић (15.) (а.г.) Нинковић (41. пен.) Којић (56.) Маринковић (59.) Шапоњић (67.) |
| 7. фебруар 2015.   | Анталија, Турска        | Сарајево         | 0:1      |                                                                                       |
| 8. фебруар 2015.   | Анталија, Турска        | Анжи Махачкала   | 2:2      | Нинковић (17. пен.) Маринковић (36.)                                                  |
| 10. фебруар 2015.  | Анталија, Турска        | Литекс           | 1:2      | Ћирковић (78.)                                                                        |
| 12. фебруар 2015.  | Анталија, Турска        | Марибор          | 2:1      | Богосавац (9.) Шапоњић (47.)                                                          |
| 13. фебруар 2015.  | Анталија, Турска        | Ђер              | 4:0      | Бабовић (33. пен. 63. пен.) Дринчић (60.) Нинковић (86.)                              |
| 6. мај 2015.       | Београд, Србија         | Срем Јаково      | 6:1      | Којић (7, 20.) Лука (11.) Ђурић (28.) Марковић (30.) Рудан (61.)                      |